# Ennigerloh
Ennigerloh település Németországban, azon belül Észak-Rajna-Vesztfália tartományban. Lakosainak száma 19 812 fő (2023. december 31.). Ennigerloh Warendorf, Sendenhorst, Ahlen, Beckum, Oelde és Beelen községekkel határos.

## Népesség
A település népességének változása:
| Lakosok száma | 19 024 | 20 037 | 19 841 | 19 829 | 19 639 | 19 757 | 19 812 |
|               | 1975   | 2015   | 2017   | 2019   | 2021   | 2022   | 2023   |